# Logba (Sprache)
Logba ist die Sprache der Logba-Volksgruppe in Ghana und weist inzwischen nur noch ca. 7.500 Sprecher (2003) im Südosten des Landes auf.
In Benin und Togo hat die Sprache Dompago die alternative Bezeichnung Logba. Mit dieser Sprache hat Logba in Ghana keine Übereinstimmungen.